# Университет Гакусюин
Университет Гакусюин (яп. 学習院大学, Гакусю: ин Дайгаку) — высшее образовательное заведение в городе Токио, Япония. Был восстановлен после Второй мировой войны, в качестве подразделения Школьной корпорации «Гакусюин», приватизированного правопреемника Школы пэров, открытой в период Мэйдзи специально для потомков японской аристократии.

## Известные выпускники

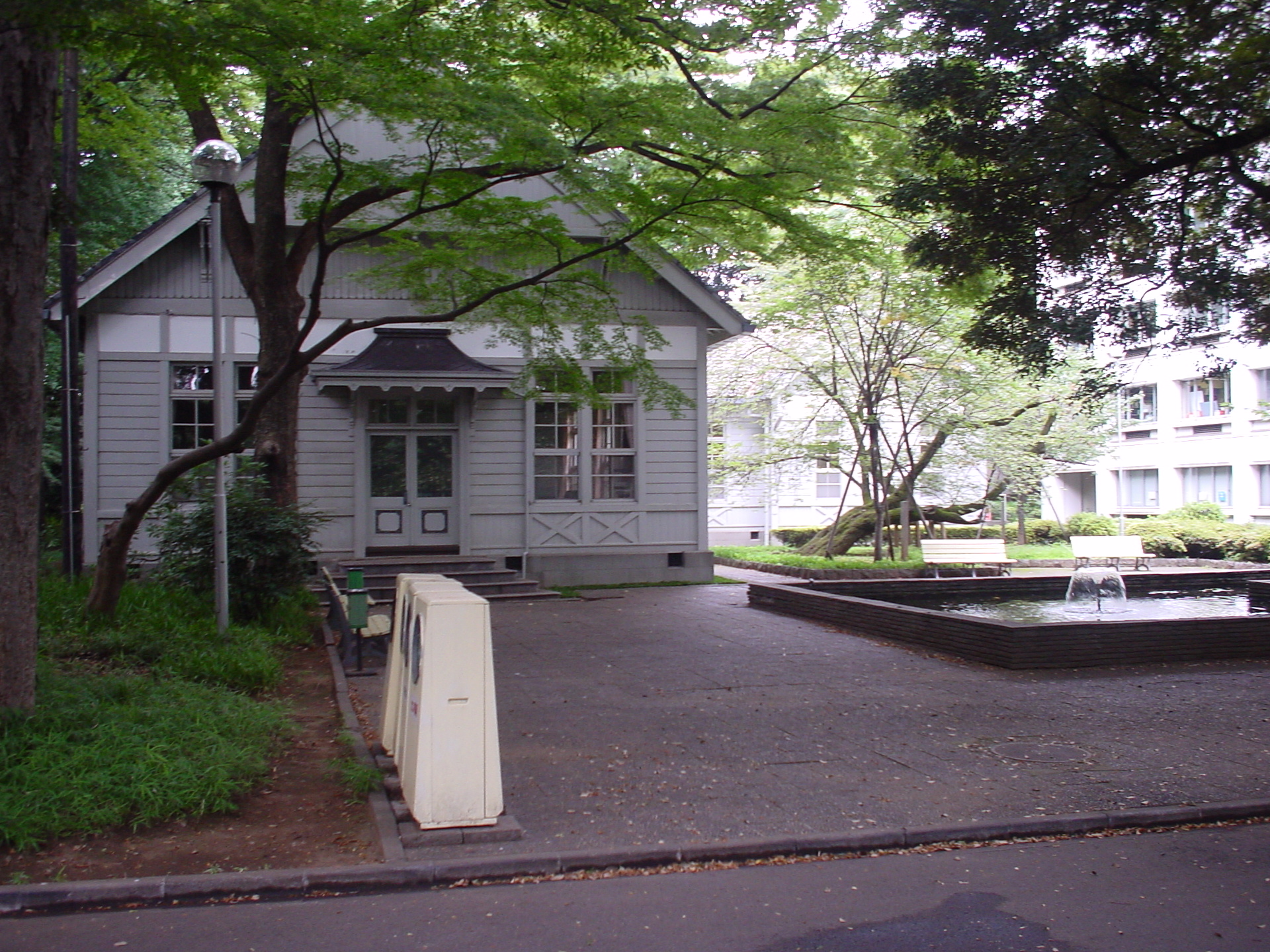
Университет Гакусюин

- Император Хирохито
- Император Акихито
- Император Нарухито
- Принцесса Саяко Курода
- Принцесса Како
- Хаяо Миядзаки
- Йоко Оно
- Таро Асо
- Курода, Нагамити

Также см.: Категория:Выпускники университета Гакусюин